# Subgrup
În matematică, dat fiind un grup G cu un operator binar ∗, o submulțime H a lui G se numește subgrup al lui G dacă H formează și el un grup cu operatorul ∗. Mai exact, H este subgrup al lui G dacă restricționarea lui ∗ la H × H este operator de grup pe H. Aceasta se notează de regulă cu H ≤ G, citit ca „H este subgrup al lui G”.
Subgrupul trivial al oricărui grup {e} constă doar din elementul neutru.
Un subgrup propriu al grupului G este un subgrup H a cărui mulțime este submulțime proprie a lui of G (adică H ≠ G). Aceasta se notează de regulă ca H < G, adică "H este subgrup propriu al lui G”. Unii autori exclud și grupul trivial din definiția subgrupului propriu (adică {e} ≠ H ≠ G).
Daca H este subgrup al lui G, atunci G este uneori denumit supergrup al lui H.
Aceleași definiții se aplică mai general când G este un semigrup arbitrar, dar acest articol tratează doar subgrupurile unor grupuri. Grupul G este uneori notat cu perechea ordonată (G, ∗), de regulă pentru a accentua operațiunea ∗ atunci când G conține și alte structuri algebrice.

## Proprietăți de bază ale subgrupurilor
- O submulțime H a grupului G este subgrup al lui G dacă și numai dacă este nevidă și închisă în raport cu produsul și inversa.  (Condițiile închiderii înseamnă: oricare ar fi a și b din H, atunci ab și a−1 sunt și ele în H. Aceste condiții se pot combina într-una singură echivalentă: oricând a și b sunt în H, atunci ab−1 este tot în H.)  În cazul când H este finit, atunci H este subgrup dacă și numai dacă H este închis în raport cu produsul. (În acest caz, orice element a din H generează un subgrup finit ciclical lui H, iar inversa lui a este a−1 = an − 1, unde n este ordinul lui a.)
- Condiția de mai sus se poate formula în termeni de omomorfism; adică, H este subgrup al grupului G dacă și numai dacă H este submulțime a lui G și există un omomorfism de includere (adică i(a) = a oricare ar fi a) de la H la G.
- Elementul neutru al unui subgrup este elementul neutru al grupului: dacă G este grup cu elementul neutru eG, și H este subgrup al lui G cu elementul neutru eH, atunci eH = eG.
- Elementul simetric al unui element dintr-un subgrup este element simetric al elementului și în grupː dacă H este un subgrup al grupului G, și a și b sunt elemente din H astfel încânt ab = ba = eH, atunci ab = ba = eG.
- Intersecția subgrupurilor A și B este și ea un subgrup.[3] Reuniunea subgrupurilor A și B este tot subgrup dacă și numai dacă unul dintre ele îl conține pe celălalt, întrucât, de exemplu 2 și 3 fac parte din reuniunea lui 2Z cu 3Z, dar suma lor, 5, nu face parte. Un alt exemplu este reuniunea axelor x și y din planul complex (cu operația de adunare); ambele sunt subgrupuri ale planului complex, dar reuniunea lor nu. Acesta este și un exemplu de două subgrupuri a căror intersecție este subgrupul trivial, format doar din elementul neutru.
- Dacă S este o submulțime a lui G, atunci există unsubgrup minim ce conține S, ce poate fi găsită luând intersecția tuturor grupurilor ce conțin S; el se notează cu <S> și este denumit subgrup generat de S. Un element din G face parte din <S> dacă și numai dacă este produs finit de elemente din S și inversele lor.
- Orice element a dintr-un grup G generează subgrupul ciclic <a>. Dacă <a> este izomorf cu Z/nZ pentru un întreg pozitiv n, atunci n este cel mai mic întreg pozitiv pentru care an = e, iar n se numește ordinul lui a. Dacă <a> este izomorf cu Z, atunci se spune că a are ordin infinit.

## Codomenii și teorema lui Lagrange
Dat fiind un subgrup H și un a din G, se definește codomeniul stâng aH = {ah : h în H}. Întrucât a are element simetric, aplicația φ : H → aH  dată de φ(h) = ah este bijectivă. Mai mult, orice element din G este conținut într-un singur codomeniu stâng al lui H; codomeniile stângi sunt clase de echivalență corespunzătoare relației de echivalență a1 ~ a2 dacă și numai dacă a1−1a2 face parte din H. Numărul de codomenii drepte ale lui H se numește indicele lui H în G și se notează cu [G : H].
Teorema lui Lagrange afirmă că pentru un grup finit G și un subgrup H, 
unde cu |G| și  |H| se notează ordinul lui G, respectiv H. În particular, ordinul fiecărui subgrup al lui G (și ordinul fiecărui element al lui G) trebuie să fie divizor al lui |G|.
Codomeniile drepte sunt definite analog: Ha = {ha : h în H}. Ele sunt și clase de echivalență pentru o relație de echivalență corespunzătoare și numărul lor este egal cu [G : H].
Dacă aH = Ha oricare ar fi a din G, atunci despre H se spune că este subgrup normal. Fiecare subgrup de indice 2 este normal: codomeniul stâng și cel drept sunt doar subgrupul și complementul său. Mai general, dacă p este cel mai mic număr prim care divide ordinul unui grup finit G, atunci orice subgrup de indice p (dacă există) este normal.

## Exemplu: Subgrupurile lui Z8
Fie G grupul ciclic Z8 cu elementele
și a cărui operație de grup este is adunarea modulo opt. Tabela sa Cayley este
| + | 0 | 2 | 4 | 6 | 1 | 3 | 5 | 7 |
| - | - | - | - | - | - | - | - | - |
| 0 | 0 | 2 | 4 | 6 | 1 | 3 | 5 | 7 |
| 2 | 2 | 4 | 6 | 0 | 3 | 5 | 7 | 1 |
| 4 | 4 | 6 | 0 | 2 | 5 | 7 | 1 | 3 |
| 6 | 6 | 0 | 2 | 4 | 7 | 1 | 3 | 5 |
| 1 | 1 | 3 | 5 | 7 | 2 | 4 | 6 | 0 |
| 3 | 3 | 5 | 7 | 1 | 4 | 6 | 0 | 2 |
| 5 | 5 | 7 | 1 | 3 | 6 | 0 | 2 | 4 |
| 7 | 7 | 1 | 3 | 5 | 0 | 2 | 4 | 6 |

Acest grup are două subgrupuri netriviale: J={0,4} și H={0,2,4,6}, unde J este și un subgrup al lui H.  Tabela Cayley pentru H este pătratul din stânga-sus al tabelei Cayley pentru G.  Grupul G este ciclic, și la fel și subgrupurile sale. În general, subgrupurile grupurilor ciclice sunt și ele ciclice.